# Villa Basilica
Villa Basilica é uma comuna italiana da região da Toscana, província de Lucca, com cerca de 1.768 habitantes. Estende-se por uma área de 36 km², tendo uma densidade populacional de 49 hab/km². Faz fronteira com Bagni di Lucca, Borgo a Mozzano, Capannori, Pescia (PT).

## Demografia
| Variação demográfica do município entre 1861 e 2011                               |
|                                                                                   |
| Fonte: Istituto Nazionale di Statistica (ISTAT) - Elaboração gráfica da Wikipedia |